# Silvestre Siale Bileka
Silvestre Siale Bileka (ur. 1939) – premier Gwinei Równikowej od 4 marca 1992 do 1 kwietnia 1996.
Należy do rządzącej od 1987 Partii Demokratycznej Gwinei Równikowej, pochodzi z wyspy Bioko. Z wykształcenia jest prawnikiem, studiował w Hiszpanii i Szwajcarii. Od 1982 zasiadał w Sądzie Najwyższym, sprawował też funkcję ministra sprawiedliwości i spraw zagranicznych. Premierem został w 1992 roku, funkcję sprawował przez 4 lata. Za jego rządów w listopadzie 1993 odbyły się pierwsze w Gwinei Równikowej wybory parlamentarne, do których dopuszczono opozycję (ta jednak w większości zbojkotowała). W 2000 roku został przewodniczącym Sądu Najwyższego. 23 stycznia 2004 roku zrezygnował z funkcji pod wpływem prezydenta Teodoro Obiang Nguemy Mbasogo jako powód podając nieskuteczność naprawy systemu sądownictwa.